# Vasilij Ivanovič Lebedev-Kumač
Vasilij Ivanovič Lebedev, poi modificato in Lebedev-Kumač (in russo Василий Иванович Лебедев-Кумач?; Mosca, 5 agosto 1898, 24 luglio del calendario giuliano – Mosca, 20 febbraio 1949), è stato un poeta, paroliere e politico sovietico.

## Biografia
Nel 1917 iniziò a studiare presso la facoltà storico-filologica dell'Università di Mosca, ma non si laureò a causa dello scoppio della guerra civile. In quel periodo lavorò presso l'ufficio stampa del Consiglio militare rivoluzionario e successivamente collaborò con vari giornali e riviste, in cui scrisse numerosi testi parodistici, racconti satirici, feuilleton. Compose anche testi teatrali e dal 1934 iniziò a scrivere testi di canzoni, in particolare in collaborazione con il compositore Isaak Dunaevskij, che gli diedero grande popolarità. Tra queste, si ricordano brani usati nelle colonne sonore di celebri film quali Vesëlye rebjata, Volga-Volga, Deti kapitana Granta, Cirk. Dal 1938 divenne deputato del Soviet Supremo della RSFS Russa, e dal 1939 fu membro del Partito bolscevico. Nel 1941, dopo l'attacco tedesco all'Unione Sovietica, compose la poesia Svjaščennaja vojna (lett. La guerra sacra), poco dopo musicata da Aleksandr Aleksandrov e trasformata in una canzone estremamente popolare.

## Onorificenze
Lebedev-Kumač fu insignito nel 1937 dell'Ordine della Bandiera rossa del lavoro, nel 1939 dell'Ordine del distintivo d'onore e nel 1941, per il testo della canzone Svjaščennaja vojna, del Premio Stalin.